# Kamil Małecki
Kamil Małecki (Bytów, 2 gennaio 1996) è un ciclista su strada polacco che corre per la Q36.5 Pro Cycling Team.

## Palmarès

### Strada
- 2017 (CCC Polkowice, una vittoria)

2ª tappa Carpathian Couriers Race (Oświęcim > Jabłonka)
- 2018 (CCC Polkowice, una vittoria)

Grand Prix Doliny Baryczy Milicz
- 2019 (CCC Development Team, quattro vittorie)

1ª tappa, 1ª semitappa Szlakiem Grodów Piastowskich (Głogów > Polkowice)
Classifica generale Szlakiem Grodów Piastowskich
4ª tappa Bałtyk-Karkonosze Tour (Kowary > Okraj, cronometro)
Classifica generale Bałtyk-Karkonosze Tour

#### Altri successi
- 2017 (CCC Polkowice)

Classifica giovani Dookoła Mazowsza

## Piazzamenti

### Grandi Giri
- Giro d'Italia

2020: 68º
- Vuelta a España

2022: 124º

### Classiche monumento
- Giro delle Fiandre

2023: ritirato
2024: 14°
- Parigi-Roubaix

2024: 18º
- Giro di Lombardia

2020: 66º
2022: 104º
2023: ritirato

### Competizioni mondiali
- Campionati del mondo su strada

Bergen 2017 - In linea Under-23: 50º
Innsbruck 2018 - In linea Under-23: 56º
Imola 2020 - In linea Elite: ritirato
- Campionati del mondo di ciclocross

Hoogerheide 2014 - Junior: 22º

### Competizioni europee
- Campionati europei

Alkmaar 2019 - In linea Elite: 42º